# Yevgueni Yevtushenko
Yevgueni Aleksándrovich Yevtushenko (Yevgueni Aleksándrovich Gangnus; en ruso: Евгéний Алекса́ндрович Евтушéнко; Nizhneúdinsk, provincia de Irkutsk, 18 de julio de 1932-Tulsa, Oklahoma; 1 de abril de 2017) fue un poeta ruso, que fue profesor de universidad e incursionado en el cine como actor, guionista y director.

## Biografía
Hijo de Aleksandr Rudólfovich Gangnus, geólogo con origen de los alemanes del Báltico que también escribía poesía, y Zinaída Yermoláievna Yevtushenko, cantante, el futuro poeta al año siguiente de su nacimiento, en 1933, se ve ya en Moscú, donde la familia se instala en la casa del abuelo paterno. Después del comienzo de la guerra contra la Alemania nazi, en 1941, Yevgueni es evacuado con su abuela a Zimá (Invierno), una estación de ferrocarril en la óblast de Irkutsk, Siberia.
Yevgueni obtuvo el apellido con el que se haría famoso en 1944 cuando su madre, de regreso de la evacuación en Zimá, le cambió el apellido del padre por el suyo de soltera, hecho sobre el que Yevtushenko escribiría más tarde en su poema Mamá y la bomba de neutrones. Fue al hacer ese trámite que conscientemente lo registraron como nacido en 1933 con el fin de evitarse las complicaciones que hubiera significado obtener el salvoconducto necesario para todas las personas a partir de los doce años de edad.
El 4 de junio de 1949, aparece publicado por primera vez un poema suyo: se trata de Dos deportes y lo publica el periódico Sovietski Sport. Tres años más tarde, sale su primer poemario: Los exploradores del porvenir y, ese mismo año de 1952, es aceptado en la Unión de Escritores Soviéticos, convirtiéndose en su miembro más joven.
Estudió en el Instituto de Literatura Maksim Gorki de Moscú (1952-1954), del que fue expulsado por apoyar la novela de Vladímir Dudíntsev No solo de pan vive el hombre.   
Junto con Andréi Voznesenski, Róbert Rozhdéstvenski y Bela Ajmadúlina, Yevtushenko fue uno de los ídolos de la generación de los sesenta y citas de sus obras se transformaron en frases proverbiales, por ejemplo, "Un poeta en Rusia es más que un poeta". 
Como estos poetas, fue especialmente popular durante el deshielo y formó parte de la llamada poesía de los estadios, esa que llenaba arenas deportivas con sus versos. Su poesía fue social, dirigida principalmente a los jóvenes de los años sesenta, que anhelaban cambios profundos en la Unión Soviética. Yevtushenko quería reunir en la poesía rusa el vigor de Vladímir Mayakovski y la ternura de Borís Pasternak. 
En 1989, Yevtushenko fue elegido diputado del Soviet Supremo de la URSS. En 1991, llegó a la Universidad de Tulsa, Oklahoma con su familia y vivió en los Estados Unidos y Rusia. En los EE. UU. compuso y publicó una obra fundamental en inglés - antología de poesía rusa "Las estrofas del siglo" (más que 1000 páginas, más que 875 poetas) (1993). En 1995, la editorial Polifakt publicó la antología "Las estrofas del siglo" en Rusia en su lengua original.
Recorrió el planeta en sus innumerables viajes y su relación con el mundo hispano ha sido especial: aprendió español y tradujo al ruso a algunos poetas como el chileno Raúl Zurita. Una noche, a  orillas del Amazonas, en Leticia, Colombia, vio un tremendo incendio al otro lado, en la ribera sur del río. Preguntó a sus amigos si no debían todos cruzar el Amazonas para ayudar a apagar el fuego. Le contestaron: "No importa, es del lado peruano." Esto dio motivo a que Yevtushenko escribiera un poema en castellano:

No hay lado colombiano,

No hay lado peruano.
 
Solamente hay lado humano.

Yevtushenko visitó México en 1971 y se reunió con David Alfaro Siqueiros, Angélica Arenal Bastar y su nieto David Constantino en su taller en la Ciudad de Cuernavaca, el muralista mexicano como cortesía por la visita le pintó al poeta soviético un retrato, el cineasta comunista norteamericano Herbert Kline registró la realización de este retrato en su película documental Walls of Fire. A principios de ese mismo año también visitó Perú y allí, concretamente en Machu Picchu, escribió -directamente en castellano- un poema (que, en buena cuenta, es una celebración de la libertad y la vida) dedicado al escritor peruano José María Arguedas y se titula, precisamente, así: "A la memoria de José María Arguedas"
Yevtushenko fue miembro honorario de la Real Academia de Bellas Artes de San Telmo y de la Academia Estadounidense de las Artes y las Letras (desde 1987), miembro de Academia Europea de Ciencias y Artes y profesor de las universidades de Pittsburgh y Santo Domingo.
Se casó en cuatro ocasiones: con la poeta Bela Ajmadúlina en 1954, con Galina Sókol-Lukónina en 1961, con la irlandesa Joan Butler en 1978 y con María Nóvikova en 1987. Tuvo cinco hijos. Sus obras han sido traducidas a 70 lenguas del mundo.

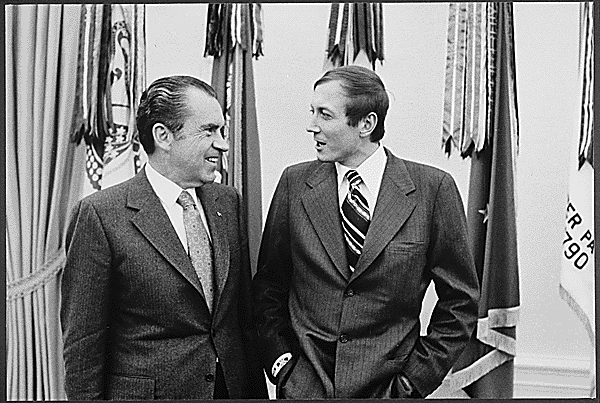
El presidente Richard Nixon (izquierda) con Yevtushenko, 1972

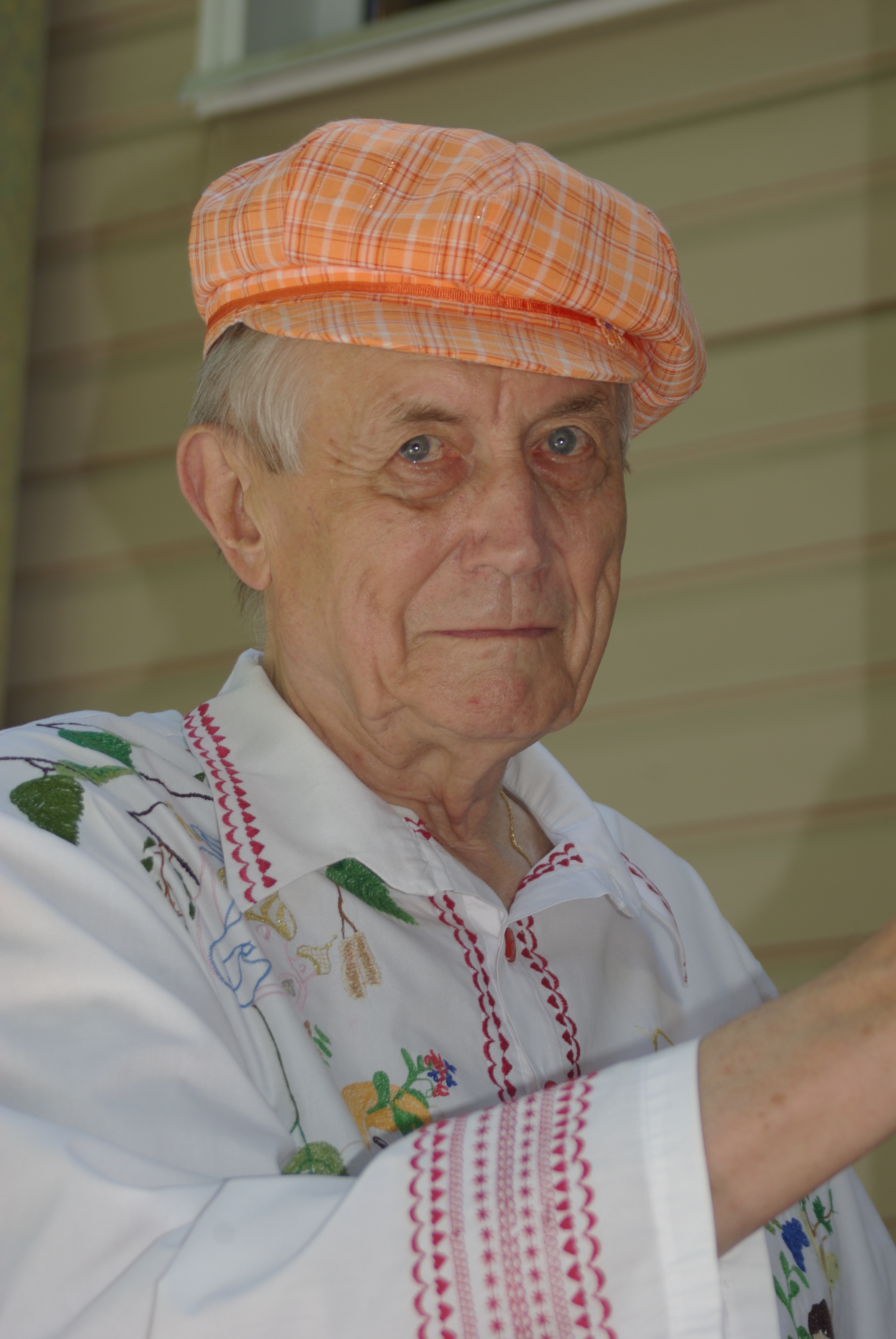
Yevtushenko en la inauguración de su museo en Peredélkino, 2010

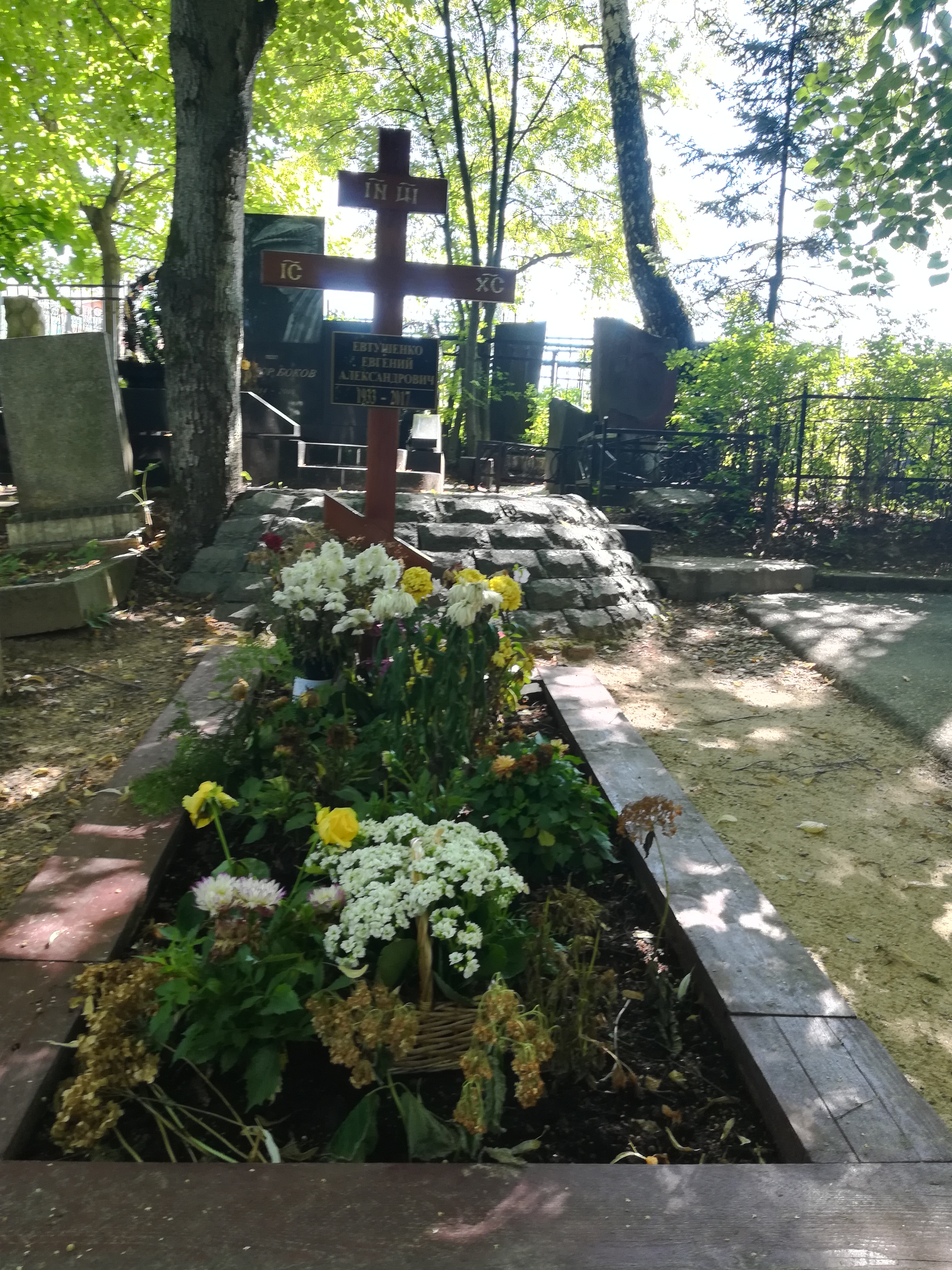
Tumba de Yevtushenko en el cementerio de Peredélkino

En 1994, se bautizó con su nombre a un planeta menor —(4234) Evtushenko—, descubierto por los astrónomos de Crimea el 6 de mayo de 1978. Visitó el Perú, en dos oportunidades: en la época de Juan Velasco Alvarado en los primeros años setenta y, posteriormente, en el año 2016.

## Obras
Libros en español
- No he nacido tarde, Horizonte, Madrid, 1963[7]
- El dios de las gallinas, Guadalorce, Málaga, 1966.
- El oso y el colibrí, coautor con Gonzalo Arango; Bedout, Medellín, 1968
- Autobiografía precoz, Era, México, 1969
- Entre la ciudad sí y la ciudad no, tr.: Jesús López Pacheco y Natalia Ivanova; Alianza, Madrid, 1969
- ¡Escuchadme, ciudadanos! Versos y poemas: 1959-64, tr.: José María Guell; Ediciones 29, Barcelona, 1977
- Siberia, tierra de bayas", Planeta, Barcelona, 1981.
- Adiós, Bandera Roja. Selección de poesía y prosa (1953-1996), Fondo de Cultura Económica, 1997, ISBN 968-16-5420-X, ISBN 978-968-16-5420-7
- No mueras antes de morir, tr.: Helena S. Kriúkova y Vicente Cazcarra; Anaya & Mario Muchnik. Barcelona, 1997

Poemas
- «Станция Зима» (1953—1956) - Estación de Zimá (La estación Invierno)
- "Бабий Яр" (1961) - Babi Yar
- «Братская ГЭС» (1965) - Сentral hidroeléctrica de Bratsk
- «Пушкинский перевал» (1965) - El puerto de Pushkin
- «Коррида» (1967) - Corrida
- «Под кожей статуи Свободы», (1968) - Bajo la piel de la estatua de la Libertad
- «Казанский университет», (1970) - La universidád de Kazán
- «Снег в Токио», (1974) - Nieve en Tokio
- «Ивановские ситцы», (1976) - Los percales de Ivánovo
- «Северная надбавка», (1977) - La prima para norteños
- «Голубь в Сантьяго», (1978) - La paloma en Santiago (de Chile)
- «Непрядва», (1980) - Nepriádva (Batalla de Kulikovo)
- «Мама и нейтронная бомба», (1982) - Mamá y la bomba de neutrones
- «Дальняя родственница» (1984) - Pariente lejana
- «Фуку!» (1985) - Fukú!
- «Тринадцать» (1996) - Trece
- «В полный рост» (1969—2000) - A plena estatura
- «Просека» (1975—2000) - Entresaca

Libros de versos
- «Разведчики грядущего» (1952) - Los exploradores del porvenir
- «Третий снег» (1955) - La tercera nieve
- «Шоссе Энтузиастов» (1956)- La carretera de Entusiastas
- «Обещание» (1957) - Promesa
- «Взмах руки» (1962) - El braceo
- «Нежность» (1962) - Ternura
- «Катер связи» (1966) - Lancha de enlace
- «Идут белые снеги» (1969) - Cae blanca la nieve
- «Интимная лирика» (1973) - Lírica íntima
- «Утренний народ» (1978) - La gente de madrugada
- «Отцовский слух» (1978) - Oído del padre
- "Последняя попытка" (1990) - El último intento
- "Моя эмиграция" (1991) - Mi emigración
- "Белорусская кровинка" (1991) - Sangre bielorrusa
- "Нет лет" (1993) - No hay años
- "Золотая загадка моя" (1994) - Mi adivinanza de oro
- "Поздние слёзы" (1995) - Lágrimas tardías
- "Моё самое-самое" (1995) - Mi mejor de lo mejor
- "Бог бывает всеми нами..." (1996) - Dios suele ser nosotros
- "Медленная любовь" (1997) - Amor lento
- "Невыливашка" (1997) - Tintero no-se-derrama
- "Краденые яблоки" (1999) - Manzanas robadas, Visor Libros, 2011
- "Между Лубянкой и Политехническим" (2000) - Entre la Lubianka y el Politécnico
- "Я прорвусь в двадцать первый век..." (2001) - Yo me abriré paso al siglo XXI

Novelas
- «Ягодные места» (1982) - Tierra de bayas (Siberia)
- «Не умирай прежде смерти» (1993) - No mueras antes de morir, tr.: Helena S. Kriúkova y Vicente Cazcarra; Anaya & Mario Muchnik. Barcelona, 1997

Novelas cortas
- «Пирл-Харбор» ("Мы стараемся сильнее") (1967) - Pearl Harbour
- «Ардабиола» (1981) - Ardabiola, Mondadori, 1989

Libros de ensayos
- "Autobiografía precoz", París, 1963
- «Талант есть чудо неслучайное» (1980) - El talento es un milagro no casual
- «Волчий паспорт» (1998) - Сertificado personal de recusación (memorias)

Música
- "Sinfonía Nº 13" (1962) - Sinfonía coral de Dmitri Shostakóvich basada en cinco poemas de Yevtushenko Babi Yar, Humor, En la tienda, Miedos y Carrera
- "Ejecución de Stenka Razin" (1965) - Cantata de Dmitri Shostakóvich con versos de Yevtushenko
- "Nieva" ("Идут белые снеги") (2007) - Ópera rock, música de Gleb May

Filmografía
- "Soy Cuba" (1964) - Guionista.
- "Jardín de infancia" (1984) - Director y Guionista.
- "El entierro de Stalin" ("Pójorony Stálina"), (1990) - Director y Guionista.

## Premios y condecoraciones
- Orden de la Insignia de Honor, 1969 (URSS)
- Orden de la Bandera Roja del Trabajo, 1983 (URSS)
- Premio Estatal de la URSS 1984 por Mamá y la bomba de neutrones
- Orden de la Amistad de los Pueblos, 1993 (lo rechazó en señal de protesta contra la guerra en Chechenia) (Rusia)
- Orden Leyenda Viva, 2003 (Ucrania)
- Orden de Honor, 2003 (Georgia)
- Premio Tsárskoye Seló 2003 (Rusia)
- Premio Fregene de Literatura 1981 (Italia)
- Academia SIMBA (Italia) 1984
- Premio Titsián Tabidze (Georgia)
- Premio Jānis Rainis (Letonia)
- Premio Enturia (Italia)
- Premio Triada (Italia)
- Premio Walt Whitman (EE. UU)
- Premio Aquila 2002 (Italia)
- Premio Grinzane Cavour 2005 (Italia)
- Comendador de la Orden de Bernardo O'Higgins 2009 (Chile)
- Premio Estatal de la Federación de Rusia 2009
- Premio Poeta 2013 (Rusia)
- Premio alla carriera. Festival Virgilio 2016 (Italia)

Es ciudadano honorario de Zimá (Rusia), New Orleans, Atlanta, Oklahoma, Tulsa y Wisconsin